# Encanto (Film)
Encanto (spanisch für ‚Zauber‘ oder ‚Verzauberung‘) ist ein US-amerikanischer Animations- und Musicalfilm aus dem Jahr 2021 unter der Regie von Byron Howard. Der Film ist die 60. Produktion der Meisterwerk-Reihe der Walt Disney Animation Studios.

## Handlung
Die Mitglieder der von der Großmutter Alma angeführten Familie Madrigal, die in einer isolierten Stadt in den Bergen Kolumbiens lebt, haben durch eine magische Kerze als Encanto („Zauber“) übernatürliche Gaben erhalten, die sie zum Wohle der Gemeinschaft einsetzen: Almas Tochter Pepa besitzt die Fähigkeit, Wetter mit ihrer Gefühlslage zu verändern; ihre zweite Tochter Julieta ist in der Lage, mit Speisen Wunden und Verletzungen zu heilen, und das dritte Drillingskind Bruno kann Prophezeiungen treffen. Pepas Tochter Dolores hat ein Supergehör und ihr Sohn Camilo die Fähigkeit des Gestaltwandelns. Julietas Tochter Isabela hat die Fähigkeit, Blumen sprießen und wachsen zu lassen, und ihre zweite Tochter Luisa ist übermenschlich stark. Durch die Magie hat auch das Haus der Familie, genannt Casita („Häuschen“), ein Bewusstsein. Nur Julietas dritter Tochter Mirabel ist bei ihrer Zeremonie überraschend keine Gabe zuteilgeworden. Zu Beginn des Films steht die Zeremonie für Pepas drittes Kind Antonio an, der die Fähigkeit erhält, mit Tieren zu sprechen.
Durch Almas Anspruch, dass während der Feier alles perfekt sein soll, wird Mirabel zur Seite gedrängt und auch bei einem Familienfoto ignoriert, doch alleine im Haus entdeckt sie plötzlich Risse im Boden und den Wänden, die die Kerze, das Wunder, gefährden. Allerdings sind sie verschwunden, als sie ihre auf Perfektion erpichte Großmutter Alma darauf aufmerksam machen will, sodass Mirabel beschließt, alleine das Wunder zu retten. Am nächsten Morgen deutet ihre Schwester Luisa, die sich schwächer fühlt, an, dass Bruno eine Prophezeiung darüber, ob die Magie verschwinden werde, gemacht habe. Mirabel sucht dessen Turm auf, wo sie Scherben findet, die zusammengesetzt seine letzte Prophezeiung zeigen: Sie selbst vor dem zerbrechenden Haus.
Zurück in ihrem Zimmer sieht Mirabels Vater Agustín entsetzt die Prophezeiung und versucht Mirabel davon zu überzeugen, diese erst einmal zu verschweigen. Jedoch hört Dolores mit ihrem Supergehör ihr Gespräch mit. Am Abend findet ein Dinner statt, bei dem Isabela mit Mariano Guzmán verlobt werden soll, doch es endet in einem Desaster, weil Dolores das Geheimnis von Brunos Prophezeiung nicht für sich behalten kann und Alma das Bild der Prophezeiung zu sehen bekommt. Mirabel folgt den Ratten, die mit den Scherben in den Zwischenraum hinter den Wänden verschwinden, wo sie auf Bruno trifft, der das Haus damals nach der Prophezeiung gar nicht verlassen hatte, sondern sich lediglich versteckte. Sie überzeugt ihn, eine weitere zu machen, in der die beiden zunächst das gleiche Bild wieder sehen, dann allerdings auch, wie die Kerze wieder stärker wird und Mirabel Isabela umarmt. Um dies zu tun, versucht Mirabel sich bei Isabela in deren Raum für das Chaos beim Abendessen zu entschuldigen, doch im Streit gesteht Isabela, dass sie Mariano gar nicht heiraten will und es für die Familie getan hätte, um dem Druck, perfekt zu sein, zu genügen. Dabei entdeckt sie ein neues Ausmaß ihrer Kräfte, das sie gleich ausprobiert, indem sie Kakteen statt schöner Blüten wachsen lässt. Aber Alma missbilligt den Wildwuchs und bezichtigt Mirabel, schuld zu sein, dass das Wunder schwindet, Luisa schwach und Isabela außer Kontrolle ist. Mirabel wiederum wirft Alma vor, dass alles ihre Schuld sei durch den Druck, den sie auf alle ausübt. Durch diesen Ausbruch entsteht ein riesiger Riss im Boden zwischen ihnen, das Haus fällt schließlich zusammen und die Kerze erlischt, worauf Mirabel wegläuft.
Alma findet Mirabel und sagt, dass diese recht hat und es ihr leid tut, aber erklärt auch ihr perfektionistisches Verhalten: Das Wunder war zu ihr gekommen, nachdem sie und ihr Mann Pedro aus ihrer Heimat vor Räubern fliehen mussten und er sich geopfert hatte, um seine Frau und die neugeborenen Drillinge zu beschützen. Die Kerze hatte sie gerettet, aber sie hatte Angst, das Wunder wieder zu verlieren, und glaubte, sie müssten sich mit ihren Gaben beweisen, um diese zu verdienen. Mirabel versteht Alma nun besser und umarmt ihre Großmutter. Da kommt auch Bruno dazu und Alma umarmt ihn, froh, dass er wieder da ist. Sie kehren zur Familie zurück, wo Dolores zugibt, die ganze Zeit über um Brunos Aufenthalt im Haus gewusst zu haben. Ohne ihre Kräfte, aber gemeinsam beginnt die Familie, das Haus wieder aufzubauen. Als es fertiggestellt ist, setzt Mirabel den Türknauf in die Haustür ein, wodurch die Magie wieder zurückkehrt. In einem neuen Familienfoto sind nun auch Mirabel und Bruno vertreten.

## Entstehung und Veröffentlichung
| Figur                  | Originalsprecher                             | Deutscher Sprecher                        |
| ---------------------- | -------------------------------------------- | ----------------------------------------- |
| Mirabel Madrigal       | Stephanie Beatriz                            | Magdalena Turba                           |
| Bruno Madrigal         | John Leguizamo                               | Nico Mamone Leonhard Mahlich (Gesang)     |
| „Abuela“ Alma Madrigal | María Cecilia Botero S Olga Merediz (Gesang) | Monica Bielenstein Uschi Brüning (Gesang) |
| Isabela Madrigal       | Diane Guerrero                               | Yvonne Greitzke                           |
| Luisa Madrigal         | Jessica Darrow                               | Lo Rivera Jenniffer Kae (Gesang)          |
| Julieta Madrigal       | Angie Cepeda S                               | Carolina Vera                             |
| Agustín Madrigal       | Wilmer Valderrama                            | Viktor Neumann                            |
| Pepa Madrigal          | Carolina Gaitán S I                          | Cathlen Gawlich Yvonne Ambrée (Gesang)    |
| Félix Madrigal         | Mauro Castillo S                             | Tommy Morgenstern                         |
| Dolores Madrigal       | Adassa                                       | Anita Hopt                                |
| Camilo Madrigal        | Rhenzy Feliz                                 | Alvaro Soler I                            |
| Antonio Madrigal       | Ravi-Cabot Conyers                           | Artur Lacdao                              |
| Mariano Guzman         | Maluma S                                     | Tobias Schmidt                            |

Erstmals namentlich als ein Disney-Film erwähnt wurde Encanto im Juni 2020. Doch bereits im Jahr 2016 fanden die ersten Planungen für das damals noch namenlose Projekt statt. Das Budget für die Produktion des Films betrug 100 Millionen US-Dollar.
Die Besetzung der englischsprachigen Synchronisation besteht aus amerikanischen Schauspielern und Sängern, die oder deren Eltern aus Kolumbien stammen (dem Handlungsort des Films), sodass mehrere von ihnen auch in der spanischsprachigen Synchronisation sprechen. Für Spanien und Lateinamerika entstand nur eine gemeinsame Synchronfassung mit kolumbianischem Akzent.
Die deutschsprachige Synchronisation entstand durch die FFS Film- & Fernseh-Synchron nach dem Dialogbuch und unter der Dialogregie von Leonhard Mahlich. Er schrieb auch die deutschen Liedtexte mit Christopher Noodt und Max Maria Snyder und hatte mit Noodt die musikalische Leitung inne.
Am 3. November 2021 feierte der Film in Los Angeles seine Weltpremiere. Der Kinostart wurde in den USA für den 24. November 2021 angekündigt. Der Kinostart war in Deutschland am 25. November 2021. Der exklusive Streamingstart von Encanto auf Disney+ wurde auf Heiligabend, den 24. Dezember 2021, angesetzt. Die Walt Disney Studios Motion Pictures haben die Vertriebsrechte des Films inne.

## Soundtrack
Im Sommer 2020 hatte Miranda mit der Komposition der Filmmusik begonnen. Er schrieb acht Lieder, von welchen zwei vollständig auf Spanisch sind (auch in der deutschen Fassung); die weitere Musik stammt von Germaine Franco.
Sieben der Lieder werden in der Filmhandlung gesungen; Colombia, Mi Encanto ist während des Abspanns zu hören. Nachdem in der Filmhandlung die spanische Originalfassung von Dos Oruguitas gespielt wird, läuft während des Abspanns eine englischsprachige, die ebenfalls von Sebastián Yatra gesungen wird bzw. bei der deutschsprachigen Filmsynchronisation eine deutsche Interpretation von Alvaro Soler.
| Titel Originalfassung     | Titel deutsche Fassung        | Rolle/Sänger                                          | Länge |
| ------------------------- | ----------------------------- | ----------------------------------------------------- | ----- |
| The Family Madrigal       | Familie Madrigal              | Mirabel, Alma & Cast                                  | 04:17 |
| Waiting on a Miracle      | Warten, dass ein Wunder kommt | Mirabel                                               | 02:41 |
| Surface Pressure          | Druck                         | Luisa                                                 | 03:22 |
| We Don’t Talk About Bruno | Nur kein Wort über Bruno      | Dolores, Mirabel, Félix, Camilo, Pepa, Isabela & Cast | 03:36 |
| What Else Can I Do?       | Was kann ich noch tun?        | Mirabel, Isabela                                      | 02:59 |
| Dos Oruguitas             | Dos Oruguitas                 | Sebastián Yatra                                       | 03:34 |
| All of You                | Das seid ihr                  | Dolores, Mirabel, Bruno, Alma, Mariano & Cast         | 04:38 |
| Colombia, Mi Encanto      | Colombia, Mi Encanto          | Carlos Vives                                          | 02:55 |
| Two Oruguitas             | Oruguitas                     | Sebastián Yatra (Englisch), Alvaro Soler (Deutsch)    | 03:34 |

| ChartsChartplatzierungen       | Höchstplatzierung | Wochen |
| ------------------------------ | ----------------- | ------ |
| Deutschland (GfK)              | 8 (26 Wo.)        | 26     |
| Österreich (Ö3)                | 5 (23 Wo.)        | 23     |
| Schweiz (IFPI)                 | 10 (21 Wo.)       | 21     |
| Vereinigte Staaten (Billboard) | 1 (50 Wo.)        | 50     |

| ChartsJahrescharts (2022)      | Platzierung |
| ------------------------------ | ----------- |
| Deutschland (GfK)              | 52          |
| Österreich (Ö3)                | 35          |
| Schweiz (IFPI)                 | 54          |
| Vereinigte Staaten (Billboard) | 6           |

| ChartsJahrescharts (2023)      | Platzierung |
| ------------------------------ | ----------- |
| Vereinigte Staaten (Billboard) | 187         |

| Land/Region                  | Auszeichnungen für Musikverkäufe (Land/Region, Auszeichnung, Verkäufe) | Verkäufe  |
| ---------------------------- | ---------------------------------------------------------------------- | --------- |
| Belgien (BRMA)               | Platin                                                                 | 20.000    |
| Dänemark (IFPI)              | Gold                                                                   | 10.000    |
| Frankreich (SNEP)            | Platin                                                                 | 100.000   |
| Italien (FIMI)               | Gold                                                                   | 25.000    |
| Kanada (MC)                  | Platin                                                                 | 80.000    |
| Neuseeland (RMNZ)            | Platin                                                                 | 15.000    |
| Schweiz (IFPI)               | Platin                                                                 | 20.000    |
| Spanien (Promusicae)         | Gold                                                                   | 20.000    |
| Vereinigte Staaten (RIAA)    | 2× Platin                                                              | 2.000.000 |
| Vereinigtes Königreich (BPI) | Platin                                                                 | 300.000   |
| Insgesamt                    | 3× Gold · 8× Platin ·                                                  | 2.590.000 |

## Encanto at the Hollywood Bowl
Ende des Jahres 2022 führte der Original-Cast des Films alle Lieder und einige Szenen des Films im Hollywood Bowl auf. Hierfür wurde die Casita der Familie nachgebaut und die beweglichen Elemente mit Menschen dargestellt. Der gesamte Auftritt ist ebenfalls auf Disney+ unter dem Titel Encanto at the Hollywood Bowl verfügbar.

## Rezeption
Encanto erhielt ein gutes Presseecho, was sich auch in den Auswertungen US-amerikanischer Aggregatoren widerspiegelt. So erfasst Rotten Tomatoes größtenteils positive Besprechungen und ordnet den Film dementsprechend als „Zertifiziert Frisch“ ein. Laut Metacritic fallen die Bewertungen im Mittel „Grundsätzlich Wohlwollend“ aus.
Encanto gewann im Zeitraum 2021/22 sechs Filmpreise und wurde für über 40 weitere nominiert. Zu den erhaltenen Auszeichnungen gehören der Oscar, der Golden Globe Award und der National Board of Review Award jeweils als bester Animationsfilm. Bei der Verleihung der Annie Awards erhielt das Werk neun Nominierungen.